# Монкстаун (Дублин)
Монкстаун (англ. Monkstown; ирл. Baile na Manach) — пригород на южной стороне Дублина, расположенный в графстве Дун-Лэаре-Ратдаун (провинция Ленстер) в Ирландии. Исторически был известен  как Каррикбреннан (ирл. Carraig Bhraonáin). Он находится на побережье, между Блэкроком и Дун-Лэаре, а также граничит с Саллиноггином и Динсгрейнджем.
Земли поместья Каррикбреннан составляют большую часть общины Монкстауна.

## История
Еще до начала VIII века  в Каррикбреннане (так тогда назывался Монкстаун) была построена церковь. Её освятили в честь  святого Мочонны, епископа Иниспатрика или Холмпатрика у Скерриса. В 1200 году усадьба Каррикбреннан, иначе Монкстаун, была пожалована королем монахам-цистерцианцам аббатства Святой Марии в Дублине. Монахи построили свою усадьбу рядом с церковью, и деревня выросла вокруг нее. Земли, частью которых он был, простирались на юг до гавани Буллок на окраине Долки, где монахи построили рыбацкую гавань, защищенную замком.
В 1539 г. Генрих VIII наградил землями Монкстауна сэра Джона Трэверса, магистра артиллерийских орудий в Ирландии. Джон Трэверс жил в своем замке в Монкстауне с 1557 года до своей смерти в 1562 году (он похоронен на Кладбище Каррикбреннан), когда собственность перешла к Джеймсу Юстасу, третьему виконту Балтинглассу, через его брак с Мэри Трэверс. В 1580 году замок использовался как оплот восстания, после чего был передан сэру Генри Уоллопу, вице-казначею Ирландии. Земли были позже возвращены Мэри, овдовевшей леди Балтингласс, которая позже вышла замуж за Джеральда Элимера. После ее смерти в 1610 году замок был передан семье Чеверс через брак сестры Мэри Трэверс Кэтрин с Джоном Чеверсом, а собственность перешла напрямую к его второму сыну Генри Чеверсу, который женился на Кэтрин, дочери сэра Ричарда Фицуильяма. Генри и Кэтрин Чеверс жили здесь со своими четырьмя детьми (Уолтер, Томас, Патрик, Маргарет).

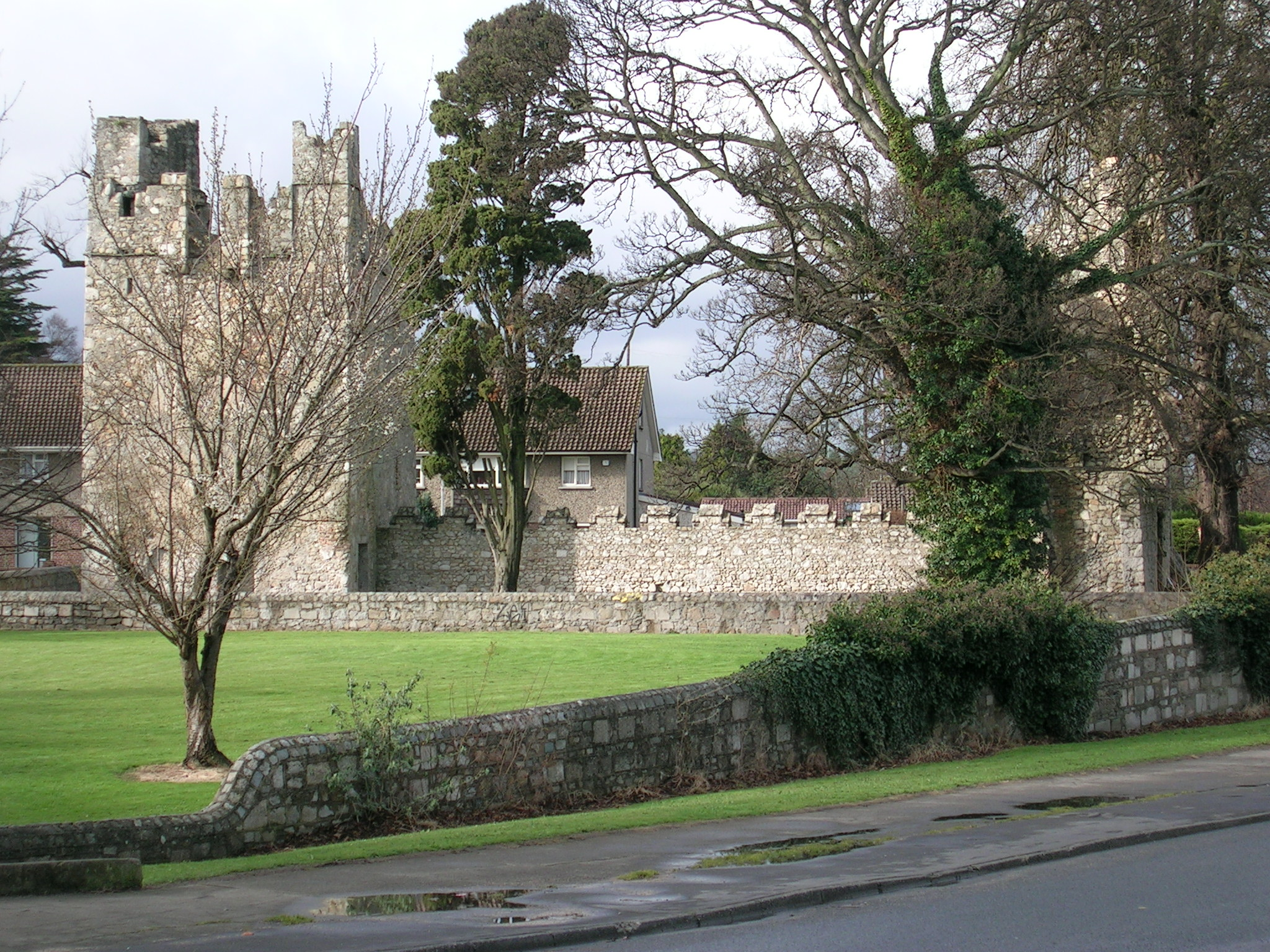
Местный замок, вид с востока

После смерти Генри в 1640 году замок и земли были переданы Уолтеру Чиверсу. Уолтер и его семья получили приказ покинуть Монкстаун в 1653 году от комиссаров Кромвеля и переселились в Киллиан, графство Голуэй. В 1660 году Уолтер Чеверс был восстановлен в своем поместье в замке Монкстаун до своей смерти в 1678 году. Он умер 20 декабря 1678 года и был похоронен в Маунтоне (Монкстаун), два дня спустя, 22-го числа. Семья Шиверс из Америки ведет свою родословную от Томаса Чеверса, брата Уолтера Чеверса из Монкстауна, по ордеру Кромвеля, выданному 26 ноября 1653 года капитану Джону Уитти на перевозку семьи Томаса Чеверса в Америку.
Монкстаун позже был куплен архиепископом Армы Майклом Бойлом, а его сын Мурроу Бойл, 1-й виконт Блессингтон расширил замок, сделав его одной из лучших резиденций.
Примерно до 1800 года Монкстаун был селом с открытой местностью, усеянной большими домами, принадлежавшими купцам Дублина. Была построена Церковь Монкстауна (церковь Ирландии), но она была меньше нынешней церкви.